# 张掖宝瓶河牧场
张掖宝瓶河牧场，是中华人民共和国甘肃省张掖市肃南裕固族自治县下辖的一个类似乡级单位。

## 行政区划
张掖宝瓶河牧场下辖以下地区：
宝瓶河牧场虚拟村。